# Flegmaatikot
Flegmaatikot était un groupe de rap finlandais constitué autour de 3 membres : Leijonamieli, Spesialisti et Tiedemies.

## Discographie

### Albums
- 2001 : Hampuusin päiväkirja
- 2001 : Läheltä ja kaukaa

### Singles
- 2000 : Ei epäilystä
- 2001 : Hallitse & hajoita
- 2001 : Mutsin luona
- 2001 : Sä oot sellainen
- 2002 : Pelkkää viihdettä